# Fossa canina

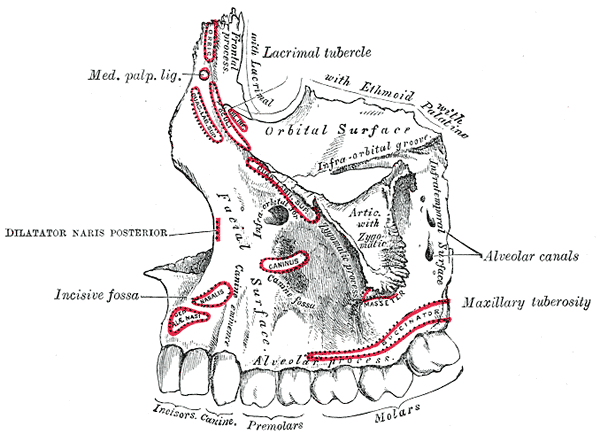
Fossa canina

Als Fossa canina bezeichnet man die Eckzahngrube im Gesichtsschädel.  Sie ist größer und tiefer ausgeprägt als die vergleichbaren prägnanten Fossae incisivi, den Frontzahneinziehungen, und wird von diesen durch einen senkrechten Grat, die Eckzahn-Eminenz getrennt, die mit der langen Wurzel des Eckzahns korrespondiert. Die Fossa canina ist der Ursprung des Musculus levator anguli oris. Sie liegt unterhalb des Foramen infraorbitale.
Entzündungen, die von den Wurzeln der oberen Schneidezähne ausgehen, können einen Fossa-canina-Abszess verursachen. 
Die Caldwell-Luc-Operation wird von der Fossa canina aus vorgenommen. 